# 467
Cette page concerne l'année 467  du calendrier julien. Pour l'année 467 av. J.-C., voir 467 av. J.-C. Pour le nombre 467, voir 467 (nombre).
L'année 467 est une année commune qui commence un dimanche.

## Événements
- Début des raids des Vandales du royaume de Carthage contre le Péloponnèse, en Grèce, au début de l'année[1]. L'empereur d'Orient Léon rompt avec Genséric[2].
- 15 février : arrivée du général Anthémius à Rome à l'occasion des Lupercales. Ricimer accepte l'homme de Léon comme empereur d'Occident en échange d'une aide militaire[2].
- 12 avril : Anthémius, gendre grec de l’empereur d’Orient Marcien, est proclamé Auguste à Rome. Vers la fin de l'année, le patrice Ricimer épouse la fille du nouvel empereur, Alypia[2].

- Le chef hun Hormidac est battu à Sardica par le général Anthémius, et rejeté au-delà du Danube.
- Le roi suève Rémismond prend Conimbriga qui est mise à sac ; les habitants se réfugient sur le site plus facile à défendre d'Aeminium, qui prend le nom de Coimbra[2].
- L’empire Gupta est divisé par des guerres de succession à la mort de Skandagupta[3]. Les Huns occupent le Rajputana, le Pendjab et le Cachemire.

## Naissances en 467
- Léon II le Jeune, futur empereur byzantin († en 474)